# Grigorij Agieszyn
Grigorij Siewastjanowicz Agieszyn (ros. Григорий Севастьянович Агешин, ur. 2 lutego?/15 lutego 1915 we wsi Bolszaja Żurawka w obwodzie saratowskim, zm. 8 lutego 1982 w Arkadaku) – radziecki wojskowy i partyzant, czerwonoarmista, Bohater Związku Radzieckiego (1945).

## Życiorys
Urodził się w rodzinie chłopskiej. Miał wykształcenie podstawowe, pracował jako kierownik stołówki w sowchozie, 1941-1945 służył w Armii Czerwonej. Po ataku Niemiec na ZSRR walczył na Froncie Zachodnim, od lipca 1941 do lipca 1944 walczył w składzie Brygady Partyzanckiej „Za Radziecką Białoruś” jako szeregowy partyzant i dowódca plutonu dywersyjnego, w lipcu 1944 wrócił w skład regularnej armii radzieckiej i został żołnierzem 3 batalionu 1281 pułku piechoty 60 Dywizji Piechoty 125 Korpusu Piechoty 47 Armii 1 Frontu Białoruskiego. Brał udział w walkach na terytorium Białorusi, Polski i Niemiec, był ranny i kontuzjowany, 15 stycznia 1945 wyróżnił się podczas walk o most oraz uchwycenie i likwidację przyczółka nad Wisłą na północno-zachodnich przedmieściach  Warszawy, gdy ogniem i granatami zlikwidował w ziemiance niemieckich żołnierzy pilnujących mostu na Wiśle i odpalił czerwoną flarę będącą sygnałem dla radzieckich saperów, by rozminowali most. Po wojnie został zdemobilizowany, pracował jako przewodniczący kołchozu.

## Odznaczenia
- Złota Gwiazda Bohatera Związku Radzieckiego (27 lutego 1945)
- Order Lenina (27 lutego 1945)
- Medal „Partyzantowi Wojny Ojczyźnianej” I klasy
- Medal „Za zdobycie Berlina”
- Medal „Za wyzwolenie Warszawy”

I dwa inne medale.